# Marie Länne Persson
Jenny Marie Länne Persson, född 26 september 1952 i Linneryds församling, Kronobergs län, är en svensk balladsångerska, folkmusiker (sång, folklig harpa, gitarr, diverse flöjter), kompositör och rytmikpedagog. Hon är medlem av ensemblerna Tellurium och Länne Persson & Siljat samt var medlem i de nu insomnade Bessman och Blåqvint, samt den  småländska folkmusikgruppen Sågskära. 
I augusti 2023 arrangerade hon, tillsammans med sin förening Slakamusiken, i samarbete med Studieförbundet Bilda, EPOS (Equality and Plurality On Stage), Smålands Musikarkiv, Svenskt visarkiv, Lödöse museum, Vadstena pastorat, Borghamn Strand och med stöd av Leader Folkungaland Sveriges första balladfestival "FATTIG punkt ELAK - Balladfestivalen på Borghamn Strand" den 17-20 augusti 2023. 

## Biografi
Marie Länne Persson var 2009–2014 ledare för ett Leaderprojekt, Slaka-Musiken  som väckte nytt liv i musiken från Slaka, strax utanför Linköping. Melodier från Slakamaterialet spreds och tolkades via kurser och aktiviteter, bland annat Slaka Balladforum. Ett resultat av projektet är boken (med CD-skiva) Källan i Slaka - en bok om svensk folkmusik som släpptes i september 2014. 
Länne Persson har gjort arrangemang av östgötsk folkmusik för Östgöta Brasskvintett och medverkade själv som sångerska.
Hon var kompositör, arrangör och musiker i Resa utan slut, som är Arne Anderssons pjäs om de så kallade tattarkravallerna 1948 och som spelades i Jönköping sommaren 2008, teatermusiker, kompositör och skådespelare i Mysteriet med den blå flaskan, Jönköping 2007/2008 och Vävarens dröm 2002–2003 på Smålands Musik och Teater, samt i Herr Arnes penningar på Västanå Teater 2001–2002. Hon var 2006 - 2011 musikansvarig på Jönköpings Allmogemarknad, turnerat med föreställningarna Harpan Persson & Moster Gitarr tillsammans med Gitte Pålsson och har spelat föreställningen Visor, berättelser och hemligheter med Ralf Novak-Rosengren. Tillsammans med honom har hon skrivit boken Romanifolkets visor (Bo Ejeby förlag 2012).
Länne Persson var gift med riksspelmannen och professorn Toste Länne (1955–2018).